# Bothriomyrmex breviceps
Bothriomyrmex breviceps é uma espécie de inseto do gênero Bothriomyrmex, pertencente à família Formicidae.